# Pineus piniyunnanensis
Pineus piniyunnanensis är en insektsart. Pineus piniyunnanensis ingår i släktet Pineus och familjen barrlöss. Inga underarter finns listade i Catalogue of Life.